# Bengt Pohjanen
Bengt Pohjanen (nar. 1944 ve vesnici Kassa, pošta Pajala) je trilingvní spisovatel, píšící švédsky, finsky a v meänkieli, překladatel do švédštiny a duchovní nejprve luteránské, od roku 1984 švédské pravoslavné církve. Vystudoval filozofii a teologii. Doktorát obhájil roku 1979 na Stockholmské univerzitě. Je nejvýznamnějším spisovatelem údolí řeky Torne v severní Botnii.
Píše romány, poezii, dramata, operní libreta a točí televizní dokumenty. V dílech se často zabývá severským pietismem, laestadianismem a korpelanismem. Do jazyka meänkieli přeložil Nový zákon a některé dialogy Platónovy.
Pohjanen je tvůrce spisovné meänkieli. Roku 1985 vydal vůbec první román v meänkieli Lyykeri (Luger). Ústřední místo v jeho tvorbě má románová tzv. Tornedalská trilogie (úryvek v překladu do češtiny vyšel v časopise Plav 10/2011) a historický román Faravidova říše (česky 2016).